# Jack in the Box

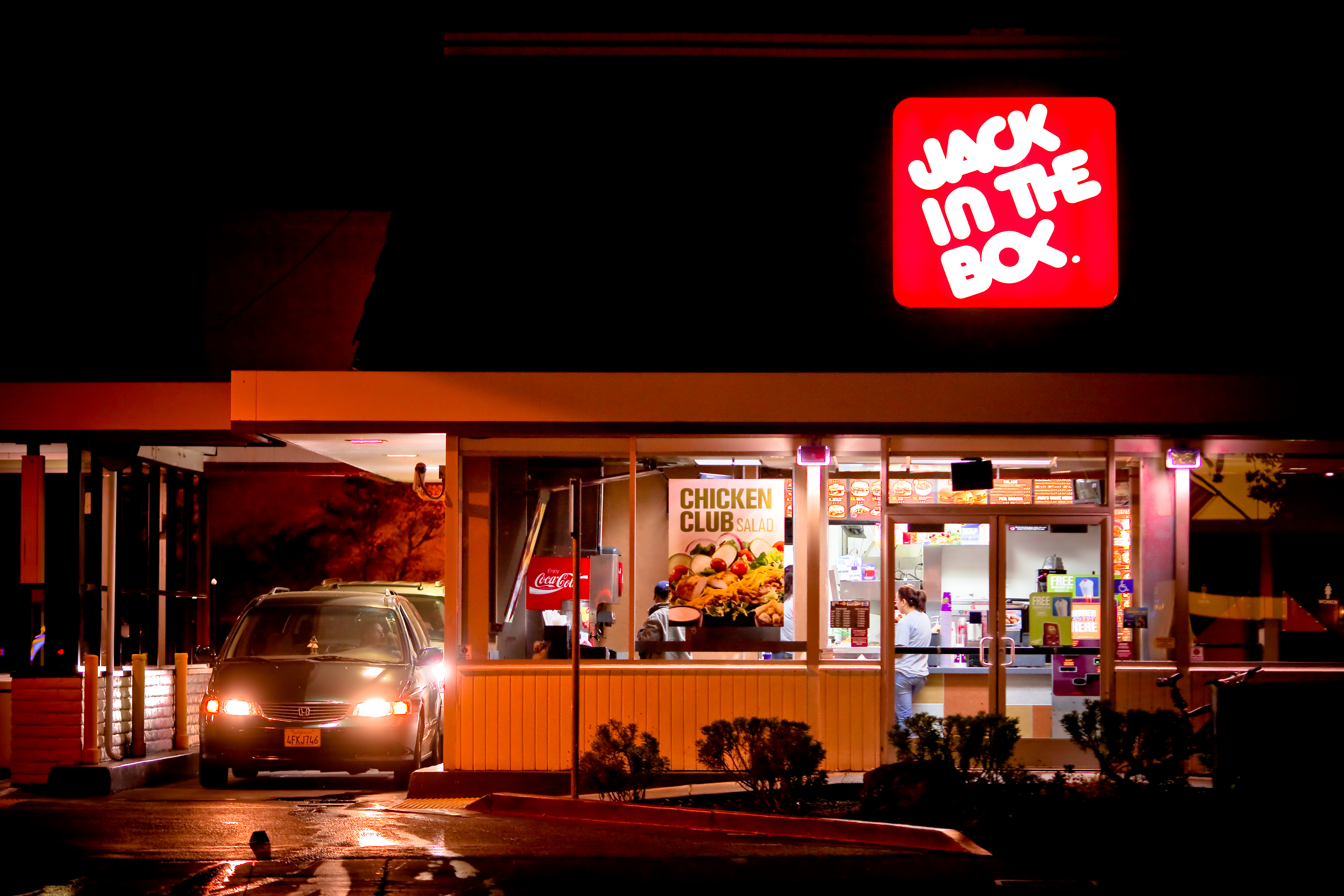
Restaurante do Jack in the Box

Jack in the Box é uma rede norte-americana de restaurantes do tipo fast-food fundada em 21 de fevereiro de 1951 por by Robert O. Peterson em San Diego, Califórnia, onde ainda hoje está sua sede. A rede conta com 2 200 unidades, presentes predominantemente na Costa Oeste dos Estados Unidos.

A rede teve várias filiais no Brasil entre os anos 1970 e 1980, especialmente na Grande São Paulo. Em 1988, a operação foi integralmente vendida à rede carioca Bob’s que queria expandir seu negócio na maior cidade do país. A concorrência agressiva da rede McDonald’s, cuja primeira loja na capital paulista foi aberta em 1981, também contribuiu para a decisão de encerrar as atividades.